# تاكوشت 2 (تاكوشت)
تاكوشت 2 هي إحدى مشيخات المملكة المغربية، تتبع جغرافيا لإقليم الصويرة وإداريًا لتاكوشت. يقدر عدد سكانها بـ 2343 نسمة حسب الإحصاء الرسمي للسكان والسكنى لسنة 2004.